# Alder (Montana)
Alder é uma Região censo-designada localizada no estado americano de Montana, no Condado de Madison.

## Demografia
Segundo o censo americano de 2000, a sua população era de 116 habitantes.

## Geografia
De acordo com o United States Census Bureau tem uma área de
5,2 km², totalmente cobertos por terra. Alder localiza-se a aproximadamente 1561 m acima do nível do mar.

## Localidades na vizinhança
O diagrama seguinte representa as localidades num raio de 36 km ao redor de Alder.